# Йохан Лудвиг Йозеф фон Кевенхюлер-Франкенбург
Йохан Лудвиг Йозеф фон Кевенхюлер-Франкенбург (на немски: Johann Ludwig Joseph Graf Khevenhüller zu Frankenburg; * 4 септември 1707; † 17 декември 1753, Виена) е граф на Кевенхюлер-Франкенбург от Каринтия.

## Произход
Той е син на граф Франц Фердинанд Антон фон Кевенхюлер-Франкенбург (1682 – 1746) и съпругата му фрайин Мария Терезия фон Лубетих и Шапелот († 1720), дъщеря на фрайхер Матиас Франц фон Лубетих и Шапелот. Внук е на имперския камер-хер и дипломат граф Франц Кристоф фон Кевенхюлер-Франкенбург „Младия“ (1634 – 1684) и графиня Ернестина Фаустина Барбара Монтекуколи от Модена (1663 – 1701). Племенник е на фелдмаршал Лудвиг Андреас фон Кевенхюлер (1683 -1744).
Сестра му Мария Франциска Терезия (1702 – 1760) се омъжва на 24 април 1726 г. във Виена за граф Вилхелм Райнхард фон Найперг (1684 – 1774).

## Фамилия
Йохан Лудвиг Йозеф фон Кевенхюлер-Франкенбург се жени на 29 август 1737 г. за графиня Мария Йозефа фон Щархемберг (* 14 декември 1709; † 9 октомври 1793), дъщеря на граф Гундемар Йозеф фон Щархемберг (1679 – 1743) и графиня Мария Антония фон Йоргер († 1720). Те имат децата:
- Мария Йозефа Франциска Анна Юдит Валпурга Магдалена (* 22 юли 1742, Виена; † 15 юли 1814, Хицинг), омъжена на 10 май 1762 г. във Виена за граф Карл Боромеуз Игнац Йозеф фон Бройнер-Енкевойрт (* 30 юли 1740, Нойхауз; † 17 юли 1796, Венеция)
- Йохан Лудвиг (* 12 юли 1743; † 28 януари 1806), женен 1767 г. за графиня Мария Терезия фон Турн и Таксис (* ок. 1745; † 1809, Болоня)
- Йозефина (* 5 април 1805, Виена), омъжена за фрайхер Игнац Александер фон Шренк (* 2 август 1800; † 5 януари 1876)
- Хайнрих Франц де Паула Йозеф Йохан фон Кевенхюлер (* 12 март 1745; † ок. 1812), женен на 2 април 1793 г. за графиня Мария Франциска фон Ауершперг (* 3 април 1772; † 25 януари 1845), дъщеря на граф Волфганг Август Кристиан Готфрид фон Ауешперг, фрайхер на Шонберг и Зайзенберг (1741 – 1821) и фрайин Анна Каролина Йозефа фон Геминген-Щайнег (1738 – 1794)
- Мария Франциска (* 1746)
- Франц (* 17 януари 1748)
- Мария Антония (* 14 април 1751; † март 1753)
- Мария Анна (* 20 декември 1752; † 11 ноември 1789, Брно (Брюн), омъжена на 8 юли 1779 г. във Виена за граф Йохан Ернст Шафгоч, фрайхер цу Кинаст и Грайфенщайн (* 19 август 1742, Брно; † 27 май 1825, Брно)